# Дейв Гардінг
Девід Гардінг (англ. David Harding; нар. 14 серпня 1946, Англія) — австралійський футболіст англійського походження, півзахисник.

## Клубна кар'єра
Футбольну кар'єру розпочав 1965 року в «Рексемі», в якому грав до 1966 року. У сезоні 1967/68 років грав за «Нью-Брайтон» з Чеширської ліги, а також за «Саут Ліверпуль» з Прем'єр-ліги Півночі. У 1968 році емігрував до Австралії. У 1968—1974 роках виступав за «Пан Геленік», у складі якого став срібним призером чемпіонату штату Новий Південний Уельс. У 1977 році перейшов до «Вестерн Сабарбс», а в 1980 році грав за «Блектаун Сіті». Останнім клубом у кар'єрі Гардінга став «АПІА Лейхгардт», в якій грав до завершення кар'єри в 1981 році. По завершенні кар'єри виступав за «Гетфілд Лайонс» з Прем'єр-ліги ВЕЛАФА, а також у «Лондон Філдс» у Першому дивізіоні, де продовжував демонструвати бомбардирський талант.

## Кар'єра в збірній
У 1974 році погодився на міжнародному рівні представляти Австралія. У футболці національної збірної дебютував 27 квітня 1974 року в переможному (2:0) поєдинку проти Уругваю в Сіднеї. У 1973 році Австралія вперше виборола путівку на чемпіонат світу (1974 року). На турнірі в ФРН не зіграв у жодному з трьох матчів австралійців на груповому етапі (з НДР 0:2, ФРН 0:3 та з Чилі 0:0). Востаннє футболку збірної Австралії зіграв 13 листопада 1977 року в переможному (2:0) поєдинку проти Сінгапуру. З 1974 по 1977 рік зіграв 45 матчів, в яких відзначився 11-а голами.